# Société des télécommunications du Mali
 (octobre 2016).
La Société des télécommunications du Mali (SOTELMA) ou Sotelma-Malitel, opérant sous la marque Moov Africa Malitel, est une entreprise malienne, filiale du groupe marocain IAM (Groupe Maroc Télécom).

## Histoire
Créée en 1989, à la suite du démantèlement de l’Office des postes et des télécommunications entre d’un côté la SOTELMA et de l’autre de l’Office national des postes. Initialement entreprise publique, la SOTELMA est en cours de privatisation. Depuis le 7 juillet 2009, Maroc Telecom détient 51 % du capital, l'État malien garde les 49 % restant.
Malitel, filiale de la Sotelma est depuis 2000 le premier réseau de téléphonie mobile au Mali.
En 2021, à l'instar des autres filiales du groupe Maroc Telecom, Malitel prend l'identité de Moov Africa Malitel. 

## Activités
Son réseau couvre une dizaine de villes (Bamako, Ségou, Koulikoro, Bla, San, Mopti, Djenné, Kayes, Sadiola, Yatéla, Koutiala, Sikasso) et les axes routiers Bamako – Ségou,  Koulikoro – Mafé – Sirakoroba – Banamba, Mafé – Tioribougou – Koulikoro, Ségou – Bla – San – Mopti – Djenné – Kanbaba,  Bla – Koutiala – Sikasso, Bamako – Koulikoro. 
Elle propose une connexion haut débit par liaison spécialisée filaire, fibre optique ou par boucle locale radio et de l'ADSL qui couvre Bamako, Kayes, Sikasso, et Ségou.
Malitel est en concurrence avec Orange Mali et Telecel Mali.